# Roewe RX8
Roewe RX8 — среднеразмерный внедорожник производства SAIC Motor. Это флагманский SUV бренда Roewe. На других рынках автомобиль называется MG RX8.

## Описание
Roewe RX8 дебютировал в апреле 2018 года на Пекинском автосалоне. Вместимость варьируется от 5 до 7 мест. Автомобиль разделяет платформу с Maxus D90.

RX8 оснащён 2,0-литровым турбодвигателем мощностью 224 л. с. и крутящим моментом 360 Н⋅м, который сочетался в паре с шестиступенчатой автоматической трансмиссией. Базовые комплектации имеют задний привод, а остальные — полный привод.

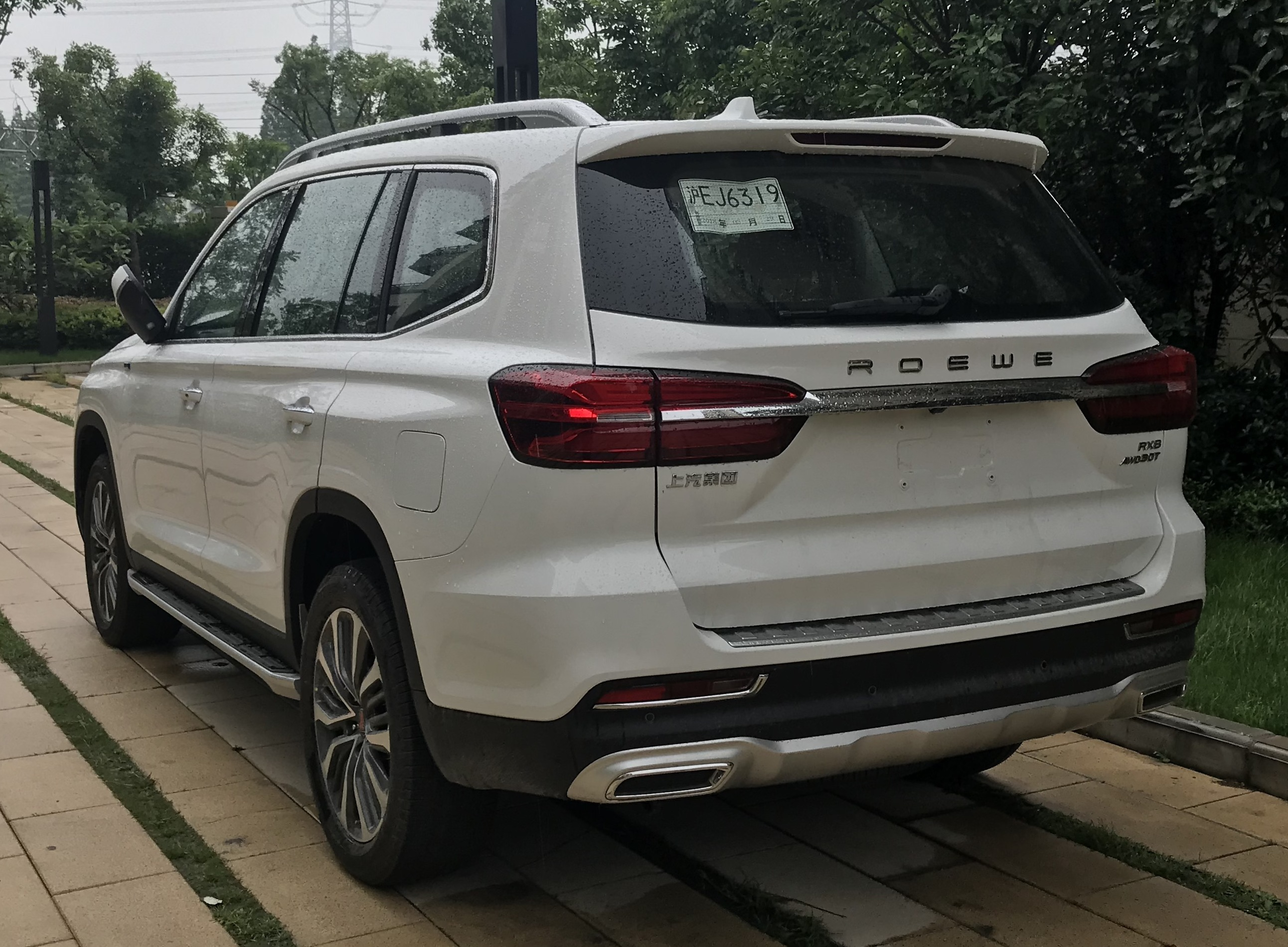
Вид сзади
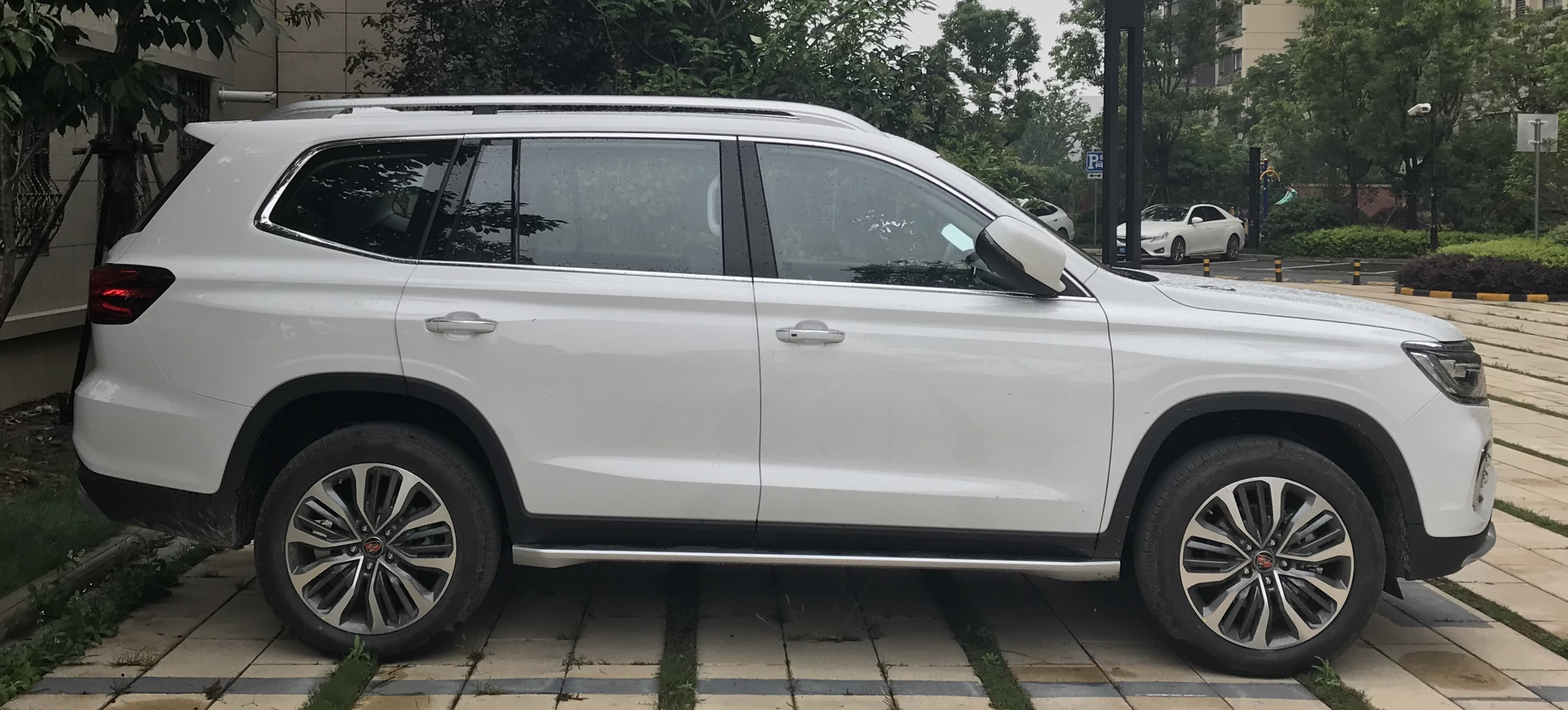
Вид сбоку

## MG RX8
MG RX8 впервые был представлен в сентябре 2019 года на рынке Ближнего Востока. Технические характеристики идентичны Roewe RX8. Клиренс составляет 202 мм. 27 сентября 2021 года автомобиль был представлен в Мексике, где продажи начались 1 октября 2021 года в комплектации Elegance.

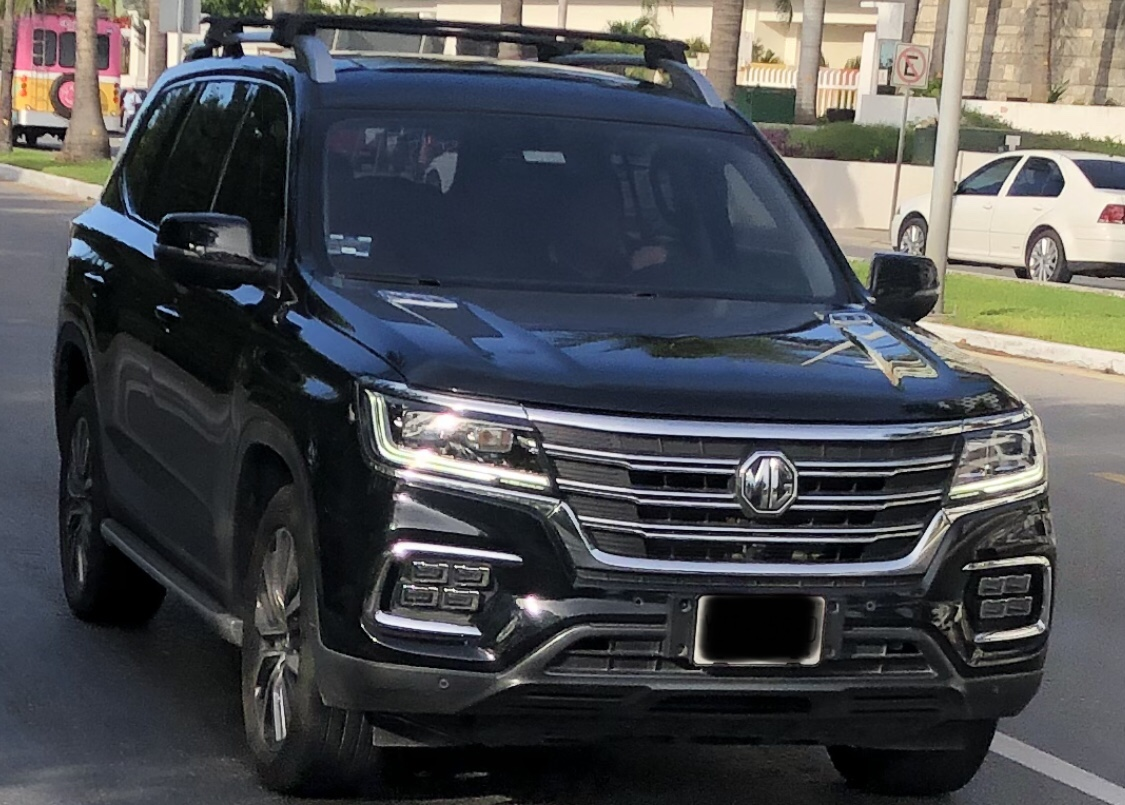
MG RX8 (Мексика)